# 定山渓鉄道ED500形電気機関車
定山渓鉄道ED500形電気機関車（じょうざんけいてつどうED500がたでんききかんしゃ）は、定山渓鉄道（現、じょうてつ）が1957年（昭和32年）に新製した直流用電気機関車である。
その後、1969年（昭和44年）に長野電鉄へ譲渡され同社ED5100形と改称、さらに1979年（昭和54年）には越後交通へ譲渡され、長野電鉄在籍当時の形式・車両番号（以下「車番」）のまま運用された。

## 概要
1918年（大正7年）10月に非電化路線として開業した定山渓鉄道線は、1929年（昭和4年）10月に架線電圧1,500V規格によって電化され、旅客運輸が従来の蒸気機関車牽引による客車列車から電車に切り替えられたが、貨物輸送については開業当初から戦後に至るまで蒸気機関車牽引列車によって運行されていた。
1955年（昭和30年）頃より、沿線を流れる豊平川上流においてダム（豊平峡ダム）の建設が計画され、定山渓鉄道が建設資材の輸送を担うこととなった。しかし、最急勾配25‰の区間が点在する定山渓鉄道線において重量貨物列車を運用した場合、従来在籍した蒸気機関車各形式では牽引力が不足することが明らかとなった。資材輸送列車の運行に際しては日本国有鉄道（国鉄）より自社保有の蒸気機関車と比較して牽引力の大きい9600形蒸気機関車を借り入れる案も検討されたが、最終的には電気機関車を自社発注することとなり、ED500形（以下「本形式」）ED5001・5002の2両が1957年（昭和32年）3月4日付設計認可・同年4月12日付竣功届で新製・導入された。製造は電気部品を三菱電機が、車体その他を新三菱重工業が担当し、新三菱重工業三原製作所において組立が実施された。
本形式は箱形車体を備える50t級の「D形電機」で、前後妻面の外観は当時国鉄において増備中であった旅客用電気機関車EF58形に類似した半流線形状となっていることが特徴である。また、勾配線区である定山渓鉄道線における運用を考慮して空転検知装置と抑速発電制動機能を備え、酷寒地である北海道における冬季の運用に備えて砂撒き装置の散砂管に凍結防止用の保温ヒーターを設置する。
本形式は1969年（昭和44年）の定山渓鉄道線の全廃に際して長野電鉄へ譲渡され、長野電鉄における貨物輸送が廃止となった1979年（昭和54年）には越後交通へ再び譲渡され、同社長岡線が廃線となった1995年（平成7年）まで運用された。
なお、本形式は定山渓鉄道に在籍していた車両の中で最後の現役車両でもあった。

## 車体
車体中央部を主要機器を搭載する機器室とし、前後妻面に運転台を備える全長13,800mmの全鋼製箱型構体を有する。前後妻面は乗務員扉を持たない非貫通構造で、国鉄EF58形に類似した「湘南顔」の半流線形状の2枚窓構造を採用、運転台横の乗務員用開閉可能窓の形状や側面機械室部分の側窓および通風口（エアフィルター）の形状に至るまで国鉄EF58形に類似した設計となっている。運転台は定山渓鉄道に在籍する車両の標準仕様に則って進行方向右側に設置された。
側面見付は、車体前後の運転台部分に引き窓式の開閉可能窓および乗務員扉を設け、機械室部分には4枚の側窓を均等配置したほか、腰板部に4箇所エアフィルターを設置、側窓のうち車体中央寄りの2枚は開閉可能な構造となっている。
前照灯は白熱灯式のものを埋め込み形ケースを介して妻面上部中央に前後各1灯、後部標識灯は角形のものを車体側の腰板下部左右に1灯ずつそれぞれ装備し、後部標識灯の直上には通風口を設けた。
車体塗装は青を基調色として車体中央部と車体裾部に白の細帯を配したものとした。また車体の車両形式・車番表示は、前面中央部に切り抜き文字式のものが、側面中央部にはプレート式のものがそれぞれ設置された。

## 主要機器
前述の通り電装品の製造は三菱電機が担当し、本形式の主要機器は三菱電機製のもので占められている。

### 主制御器
手動加速制御仕様の電空単位スイッチ式制御装置を採用、抵抗制御および直並列2段組合せ制御によって速度制御を行う。勾配区間における運用対策として、予備励磁機能付の発電制動（抑速制動）を備えるほか、空転検知装置により各動軸の空転が検出された時には運転台に設置された警報装置を鳴動させるとともに自動的に動輪踏面へ散砂が行われる。

### 主電動機
直流直巻電動機MB-266-BFVRを1両当たり4基、全軸に搭載する。主電動機1基当たりの一時間定格出力は200kW（端子電圧750V時）で、駆動方式は一段歯車減速式吊り掛け駆動、歯車比は4.77 (81:17) 、定格牽引力は8,900kgf、定格速度は33.0km/hである。
なお、MB-266系主電動機は、第二次世界大戦後に三菱重工業および三菱電機が日本各地の私鉄へ供給した45tから50tクラスの標準型デッキ付箱形電気機関車に搭載された主電動機の一つで、小田急電鉄へ納入されたデキ1040形電気機関車や大井川鉄道へ納入されたE10形電気機関車 (E101・E102) などに同系機種が採用されている。

### 台車
側梁を一体鋳鋼製とし、枕ばねに重ね板ばねを用いた揺れ枕式軸ばね台車の1B-149を装着する。各軸には砂箱を備え、固定軸間距離は2,400mm、車輪径は1,070mmである。

### 制動装置
本形式製作当時、国鉄をはじめとする各鉄道で電気機関車用として広く用いられていた、EL-14A自動空気ブレーキを採用する。発電制動最終段において空気制動が作用する電空協調機能を備え、その他手ブレーキを併設する。

### 補助機器類
集電装置は菱形パンタグラフを採用、1両あたり2基搭載する。
連結器は前後とも並形自動連結器を装着する。
前後妻面下部には車体と同色に塗装された排障器（スカート）を装備し、排障器直下にはスノープラウを通年装備した。

## 運用
導入後は前述したダム建設用の資材輸送のほか、一般の貨物列車牽引にも充当され、蒸気機関車を全面的に代替した。その他、臨時団体列車など国鉄からの直通列車の牽引にも充当されたが、長大編成の客車列車牽引に際しては本形式単機のみでは牽引力不足をきたし、また定山渓鉄道線の変電所容量の都合から本形式の重連運用は不可能であったことから、DD450形ディーゼル機関車との重連で客車列車を牽引したことが記録されている。
定山渓鉄道線は1969年（昭和44年）10月31日限りで全線廃止となり、本形式は同年11月に2両とも長野電鉄へ譲渡された。同社ED5100形5101・5102として翌1970年（昭和45年）3月に竣功した本形式は、右側運転台仕様や主要機器など定山渓鉄道在籍当時の仕様からほぼ手を加えられることなく導入されたが、車体塗装については白帯部分が黄色に塗り替えられたほか、前面排障器部分が車体同色の青から黄色と黒の斜め縞模様（いわゆる「ゼブラ模様」）に塗装変更され、スノープラウは撤去された。
長野電鉄入線後は主に河東線において貨物列車牽引に充当されたのち、1979年（昭和54年）3月31日付で長野電鉄が貨物輸送を廃止したことに伴って余剰となり、同年9月4日付で越後交通へ譲渡され、形式・車番を含めて長野電鉄在籍当時の仕様そのままに竣功した。越後交通における本形式は、同じく長野電鉄から先に越後交通へ譲渡されていたED510形電気機関車（元長野電鉄ED5000形）と置き換わる形で就役し、同社に在籍する電気機関車の中で定格出力・牽引力とも最も強力であったことから主力機として運用された。本形式は最終的に1995年（平成6年）4月1日の同社長岡線全線廃止まで在籍し、同日付で廃車・解体処分された。